# 찰스 에번스 휴스
찰스 에번스 휴스(Charles Evans Hughes, Sr., 1862년 4월 11일 ~ 1948년 8월 27일)는 미국의 법조인이자 공화당 정치인으로 36대 뉴욕 주지사 (1907년 ~ 1910년), 대법관 (1910년 ~ 1916년), 워런 G. 하딩 및 캘빈 쿨리지 행정부 아래 44대 미국 국무장관 (1921년 ~ 1925년)과 제11대 미국의 연방 대법원장 (1930년 ~ 1941년)을 지냈다.

## 어린 시절
뉴욕주 글렌폴스에서 목사의 아들로 태어났다. 조숙하고 현상적 기억을 가진 재능의 휴스는 14세의 나이에 매디슨 대학교 (콜게이트 대학교)에 입학하였으나 후에 브라운 대학교로 옮겼다. 1884년 컬럼비아 대학교 법학대학원을 졸업한 그는 다음 20년 동안 법률을 실습하여 코넬에서 법학을 강의하는 데 잠시 자신의 업무를 중단시켰다.

## 초기 경력
43세의 나이에 휴스는 뉴욕주에서 가스와 전기 산업을 조사하는 데 입법 위원회에 의하여 선택되었다. 착취율을 폭로한 그의 찬란한 성공은 뉴욕주에서 보험 스캔들의 조사자로서 자신의 임명으로 이끌었다. 1906년 그는 공화당 뉴욕 주지사 후보로 지명되었다. 그는 윌리엄 랜돌프 허스트를 상대로 쓰라린 선거 운동에서 이겼다.
휴스는 정력적인 주지사였다. 그는 공공 시설의 규제를 위한 싸움을 이겨 경마장의 도박을 쫓아내려고 애를 썼으며 환경 보호와 고용 보상법에 흥미를 가졌다. 그는 엄격한 행정관으로 높은 기준을 요구하였다.
주지사로서 두번째 기간 후, 휴스는 윌리엄 하워드 태프트 대통령에 의하여 미국 대법원의 대법관으로 임명되었다. 그는 국내 철도율의 규제를 지지하여 자신을 두드러지게 하였고, 이 분야에서 가장 중요한 결정들 중의 하나를 썼다. 1916년 휴스는 공화당 대통령 후보 지명을 받아들이는 데 대법원으로부터 사임을 하였다. 그는 우드로 윌슨을 상대로 뒤이은 선거 운동에서 좁은 차이에 의하여 꺾였다. 1920년 휴스는 유보와 함께 국제연맹 조약의 비준을 주창하였고 수용을 구현하는 데 워런 G. 하딩의 선거를 강조하였다. 하지만 한번 하딩의 국무 장관으로 임명된 그는 국제연맹 규약으로 미국의 부착을 준수하는 데 노력하지 않았다.

## 국무 장관
휴스는 찬란한 국무 장관이었다. 그는 거대한 해군 강국들의 전함의 힘을 줄이기 위한 구체적인 일정을 제안하면서 사절단들에게 충격을 준 워싱턴 군축 회의를 소집하면서 시작하였다. 교묘하게 조정한 후, 조약이 조인되었다. 일본에게 상당한 양보로 미국은 태평양 멀리서 그 요새들을 늘이지 않기로 동의하였다. 휴스는 또한 독일의 제1차 세계 대전 배상금의 성가신 질문에 관한 부분적인 해결을 가져왔으며 먼로 독트린으로 더욱 정확한 한정을 주었고 미국의 해외 근무의 품질을 향상시켰다.

## 연방 대법원장
1925년 이후 휴스는 1930년 미국의 연방 대법원장으로서 허버트 후버 대통령에 의하여 후보로 지명되었을 때까지 대부분 법률을 실행하였다. 휴스는 안좋게 갈라진 대법원을 사회하였고 뒤를 잇는 대통령 프랭클린 D. 루스벨트의 뉴딜에 적대적이었다. 그는 1934년의 전국산업부흥법을 무시하고 1935년 농업부흥법에 대한 판결에서 대법원의 결정에 가입하였다. 1937년 루스벨트 대통령이 그의 유명한 대법원 재구성 계획을 진행하였을 때 휴스는 대법원이 그 업무의 뒤에 있었다는 대통령의 주장을 조심스럽게 타도하였다. 이 논쟁은 뉴딜 입법의 중요한 일부분인 와그너 노동관계법을 지지한 4명의 다른 재판관들에게 휴스가 가입하였을 때 끝났다. 휴스는 자신이 정치적 숙고가 아닌 법률의 근거에 자신이 활동한 것을 항상 유지하였다.
휴스는 민권, 특히 아프리카계 미국인의 권리를 연루시킨 경우들에 진지한 입장을 취하였고, 그는 언론의 자유의 완고한 주창자였다. 1941년 대법원으로부터 사임한 그는 1948년 8월 27일 매사추세츠주 오스터빌에서 86세의 나이로 사망하였다.
그는 브롱크스의 우드론 묘지에 안장되었다.

## 역대 선거 결과
| 선거명      | 직책명        | 대수 | 정당   | 득표율 | 득표수 (선거인단)   | 결과 | 당락             |
| ----------- | ------------- | ---- | ------ | ------ | ------------------- | ---- | ---------------- |
| 1906년 선거 | 뉴욕 주지사   | 36대 | 공화당 | 50.52% | 749,002표           | 1위  | 뉴욕 주지사 당선 |
| 1908년 선거 | 뉴욕 주지사   | 36대 | 공화당 | 49.08% | 804,651표           | 1위  | 뉴욕 주지사 당선 |
| 1916년 선거 | 미국의 대통령 | 28대 | 공화당 | 46.11% | 8,546,789표 (254명) | 2위  | 낙선             |